# OnePlus 8T
Lo OnePlus 8T è uno smartphone di fascia alta prodotto da OnePlus, annunciato e commercializzato da ottobre 2020.

## Caratteristiche tecniche

### Hardware
Il dispositivo misura 160.7 x 74.1 x 8.4 mm e pesa 188 grammi.
È dotato di un chipset Qualcomm Snapdragon 865 5G (processo produttivo a 7 nm+), con CPU octa-core e GPU Adreno 650.
È stato commercializzato con 8 o 12 GB di RAM e 128 o 256 GB di memoria interna UFS 3.1 non espandibile.
Supporta la connettività 2/3/4/5G, Wi-Fi 802.11 a/b/g/n/ac/6, dual-band, Wi-Fi Direct, DLNA, hotspot, ha Bluetooth 5.1, A2DP, LE, aptX HD; GPS, GLONASS, BDS, GALILEO; ha una porta USB-C 3.1 con supporto OTG e l'NFC.
Il display è un Fluid AMOLED da 6.55 pollici con risoluzione Full HD+ (1080 x 2400 pixel), protezione con vetro Gorilla Glass 5, supporto HDR10+ e una densità di pixel di 402 ppi. Il sensore di impronte digitali è posizionato sotto lo schermo.
La fotocamera posteriore ha 4 obiettivi: uno da 48 MP, f/1.7, PDAF, OIS, HDR, uno da 16 MP, f/2.2 (grandangolare), uno da 5 MP, f/2.4 (macro) e uno da 2 MP, f/2.4 (monocromatico), con registrazione video 4K@30/60fps, gyro-EIS. La fotocamera anteriore è 16 MP, f/2.4, con registrazione video 1080p@30fps.
La batteria è una batteria ai polimeri di litio da 4500 mAh, con supporto per la ricarica rapida a 65 W.

### Software
Il dispositivo è dotato di sistema operativo Android 11, aggiornabile fino a Android 14, con interfaccia utente OxygenOS 14.